# Eidgenössische Volksinitiative «für eine vernünftige Hanf-Politik mit wirksamem Jugendschutz»

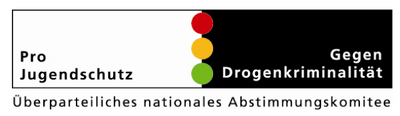
Logo des Initiativkomitees

Werbeplakat des Initiativkomitees Pro Jugendschutz – gegen Drogenkriminalität

Die eidgenössische Volksinitiative «für eine vernünftige Hanf-Politik mit wirksamem Jugendschutz» (französisch Initiative populaire «pour une politique raisonnable en matière de chanvre protégeant efficacement la jeunesse», italienisch Iniziativa popolare «Per una politica della canapa che sia ragionevole e che protegga efficacemente i giovani»), auch inoffiziell Hanfinitiative oder Cannabisinitiative genannt, ist gemäss Artikel 139 Absatz 3 der Schweizer Bundesverfassung eine Volksinitiative, die am 30. November 2008 zur Abstimmung kam. Sie wurde vom Initiativkomitee Pro Jugendschutz – gegen Drogenkriminalität lanciert und verlangte die Liberalisierung der Hanfpolitik, unter anderem die Legalisierung des Besitzes und des Erwerbs von psychoaktiven Substanzen der Hanfpflanze sowie des Anbaus der Hanfpflanze. Diese Initiative wurde am 15. Dezember 2006 mit 105'994 gültigen Unterschriften bei der Bundeskanzlei eingereicht.
Die Initiative ist sowohl vom Volk als auch von den Ständen mit 63 % der abgegebenen Stimmen abgelehnt worden.

## Geschichte
1997 wurde die Volksinitiative «Jugend ohne Drogen» mit 29,3 % Ja-Stimmen deutlich abgelehnt. Sie forderte eine restriktive Drogenpolitik, bei der der Bund verpflichtet war, das so genannte «Rauschgiftproblem» zu bekämpfen und die Prävention zu fördern. Am 29. November 1998 wurde die Volksinitiative «für eine vernünftige Drogenpolitik» mit 26,0 % Ja-Stimmen ebenso deutlich abgelehnt. Diese forderte das Gegenteil, eine gänzliche Legalisierung von Betäubungsmitteln.
Im Folgejahr 1999 erschien ein Bericht der Eidgenössischen Kommission für Drogenfragen. In diesem «Cannabisbericht» forderte das EKDF eine Revision des Betäubungsmittelsgesetzes und empfahl eine Legalisierung des Konsums, des Handels sowie des Anbaus von Cannabis. Der Bundesrat verabschiedete am 9. März 2001 seine Botschaft für die Revision des Betäubungsmittelgesetz, die den Empfehlungen des EKDF folgte. Der Ständerat stimmte als erste Kammer über die Revision ab. 2003 lehnte der Nationalrat diese Vorlage ab, worauf der Ständerat sich erneut für die Revision aussprach. Im Juni 2004 beschloss der Nationalrat ein «Nichteintreten», was das Scheitern der Revision bedeutete. Der Bundesrat begründete diese Ablehnung mit der kontroversen Cannabisproblematik.
Cannabis ist mittlerweile die am weitesten verbreitete illegale Substanz in der Schweiz. 2002 konsumierten 4,6 % aller 15- bis 64-jährigen Personen Cannabisprodukte. 2005 waren 27'574 Verstösse wegen Marihuana- und 7588 wegen Haschischkonsums bei der Polizei registriert. Für den Bundesrat ist ein Handlungsbedarf angesichts dieser Zahlen unabdingbar. Um die Diskussion im Parlament bezüglich der Hanfthematik wieder zu lancieren, haben die Initianten die Hanfinitiative gestartet. Diese fordert, dass der Cannabiskonsum sowie der Anbau, der Besitz sowie der Erwerb für den Eigenkonsum straffrei werden. Weitere Punkte sind die Regelung des Anbaus, der Herstellung, des Handels sowie der Ein- und Ausfuhr durch den Bund. Der dritte Teil der Initiative fordert vom Bund ausserdem einen Jugendschutz sowie ein Werbeverbot für psychoaktive Substanzen der Hanfpflanze.

## Wortlaut
Die Bundesverfassung wird wie folgt geändert:
Art. 105a (neu) Hanf
1 Der Konsum psychoaktiver Substanzen der Hanfpflanze sowie ihr Besitz und Erwerb für den Eigenbedarf sind straffrei.
2 Der Anbau von psychoaktivem Hanf für den Eigenbedarf ist straffrei.
3 Der Bund erlässt Vorschriften über Anbau, Herstellung, Ein- und Ausfuhr von sowie Handel mit psychoaktiven Substanzen der Hanfpflanze.
4 Der Bund stellt durch geeignete Massnahmen sicher, dass dem Jugendschutz angemessen Rechnung getragen wird. Werbung für psychoaktive Substanzen der Hanfpflanze sowie Werbung für den Umgang mit diesen Substanzen sind verboten.

## Argumente des Initiativkomitees
Das überparteiliche Initiativkomitee und Urheberkomitee der Initiative Pro Jugendschutz – gegen Drogenkriminalität setzt sich aus den Ständeräten This Jenny (SVP), Theo Maissen (CVP), den Nationalräten Christa Markwalder (JFDP), Anne-Catherine Menétrey-Savary (Grüne), Geri Müller (Grüne), Maria Roth-Bernasconi (SP), Ursula Wyss (SP) und Dick Marty (FDP) zusammen. Das Initiativkomitee argumentiert, dass die Initiative eine Ordnung schaffe, die «Rechtswillkür» beenden würde und ein präventives Handeln und frühzeitiges Eingreifen ermöglichen würde. Das Komitee ist zudem der Ansicht, dass das heutige Cannabisverbot überflüssig sei und jährlich Milliarden in den illegalen Markt pumpe.

## Haltung von Bundesrat, Bundesversammlung und Parteien
Der Bundesrat und die Bundesversammlung empfehlen die Initiative zur Ablehnung. In der Botschaft zur Volksinitiative erklärte der Bundesrat, dass die Volksinitiative nicht im Widerspruch zur bisherigen Drogenpolitik des Bundesrats steht. Er empfehle die Initiative abzulehnen, weil das Parlament entschieden hat, nach der Betäubungsmittelgesetz-Revision einen Vorschlag zur Hanffrage zu erarbeiten. Zudem sei der Bundesrat der Überzeugung, dass die Cannabisfrage nicht auf Stufe der Bundesverfassung geregelt werden sollte. Ebenso zur Kompatibilität mit internationalen Verträgen äusserte sich der Bundesrat. Konkret betroffen seien das Einheitsübereinkommen von 1961 über die Betäubungsmittel sowie das Übereinkommen von 1988 der Vereinten Nationen gegen den unerlaubten Verkehr mit Betäubungsmitteln und psychotropen Stoffen. Der Bundesrat schätzt in seiner Botschaft ein, dass die Forderung der Straffreiheit des Cannabiskonsums unproblematisch sei. Die Straffreiheit von «Vorbereitungshandlungen (Besitz, Anbau und Erwerb)» sei jedoch umstritten, die Schweiz habe jedoch angesichts der Initiative im Jahr 2005 bei der Ratifizierung des Übereinkommens von 1988 einen Vorbehalt angebracht.
Der Nationalrat sprach sich im Dezember 2007 mehrheitlich für die Ablehnung der Initiative ab. Mit 106 zu 70 stimmen fiel die Abstimmung gegen die Initiative aus. Die SVP, die CVP sowie die Mehrheit der FDP-Fraktion lehnten diese Vorlage ab, während die SP und die Grüne die kontrollierte Liberalisierung befürworteten.
Im Juni 2008 fasste die Christlichdemokratische Volkspartei die Nein-Parole mit 170 gegen 48 Stimmen. Sie kritisierte unter anderem den Titel der Vorlage, da dieser «irreführend» sei und das Volksbegehren keinen effizienten Jugendschutz erlaube. Im Gegensatz zum Bundesrat widerspricht für die CVP eine Legalisierung von Cannabis internationalen Vereinbarungen.
Die Sozialdemokratische Partei sprach sich bereits nach der Einreichung der Unterschriften für die Volksinitiative für die Hanfinitiative aus. Die Delegiertenversammlung vom Juni 2008 fasste zudem die offizielle Ja-Parole. Als einzige bürgerliche Partei stimmten die Delegierten der Freisinnig-Demokratischen Partei knapp für eine Ja-Parole ab.

## Abstimmungsergebnis

Abstimmungsresultat nach Kantonen
Ja (0 Stände) – Nein (23 Stände)

Die Volksinitiative kam am 30. November 2008 zur Abstimmung.
Vorläufiges amtliches Endergebnis:
| Kanton                           | Ja (%)           | Nein (%)           | Beteiligung |
| -------------------------------- | ---------------- | ------------------ | ----------- |
| Aargau                           | 37,1 % (63'924)  | 62,9 % (108'349)   | 45,7 %      |
| Appenzell Ausserrhoden           | 37,0 % (6'610)   | 63,0 % (11'260)    | 48,8 %      |
| Appenzell Innerrhoden            | 33,0 % (1'382)   | 67,0 % (2'807)     | 39,4 %      |
| Basel-Landschaft                 | 36,4 % (31'229)  | 63,4 % (54'594)    | 47,5 %      |
| Basel-Stadt                      | 44,7 % (25'377)  | 55,3 % (31'354)    | 51,1 %      |
| Bern                             | 39,0 % (115'956) | 61,0 % (181'288)   | 42,7 %      |
| Freiburg                         | 30,3 % (25'101)  | 69,7 % (57'686)    | 48,1 %      |
| Genf                             | 37,9 % (36'971)  | 62,1 % (60'486)    | 43,3 %      |
| Glarus                           | 36,5 % (3'691)   | 63,5 % (6'434)     | 40,4 %      |
| Graubünden                       | 38,7 % (22'186)  | 61,3 % (35'071)    | 44,7 %      |
| Jura                             | 32,2 % (7'747)   | 67,8 % (16'315)    | 48,8 %      |
| Luzern                           | 35,8 % (41'673)  | 64,2 % (74'818)    | 48,1 %      |
| Neuenburg                        | 28,5 % (13'657)  | 71,5 % (34'234)    | 46,0 %      |
| Nidwalden                        | 32,0 % (4'264)   | 68,0 % (9'077)     | 46,4 %      |
| Obwalden                         | 33,1 % (3'640)   | 66,9 % (7'342)     | 47,5 %      |
| Schaffhausen                     | 40,6 % (11'191)  | 59,4 % (16'349)    | 60,8 %      |
| Schwyz                           | 33,6 % (14'630)  | 66,4 % (28'886)    | 46,3 %      |
| Solothurn                        | 37,6 % (28'495)  | 62,4 % (47'232)    | 45,2 %      |
| St. Gallen                       | 37,5 % (52'034)  | 62,5 % (86'850)    | 47,3 %      |
| Tessin                           | 33,6 % (27'082)  | 66,4 % (53'452)    | 40,1 %      |
| Thurgau                          | 33,9 % (23'174)  | 66,1 % (45'120)    | 45,9 %      |
| Uri                              | 35,9 % (3'415)   | 64,1 % (6'098)     | 38,9 %      |
| Waadt                            | 28,8 % (56'593)  | 71,2 % (140'245)   | 51,0 %      |
| Wallis                           | 29,4 % (32'306)  | 70,6 % (77'707)    | 57,4 %      |
| Zug                              | 35,8 % (12'412)  | 64,2 % (22'290)    | 50,0 %      |
| Zürich                           | 43,3 % (183'730) | 56,7 % (240'992)   | 52,0 %      |
|                                  |                  |                    |             |
| Schweizerische Eidgenossenschaft | 848'470 (36,8 %) | 1'456'336 (63,2 %) | 46,1 %      |